# Курпатов, Андрей Владимирович
Андре́й Влади́мирович Курпа́тов (род. 11 сентября 1974, Ленинград, РСФСР, СССР) — российский телеведущий и продюсер, психотерапевт, автор книг, предприниматель.

## Биография
Родился 11 сентября 1974 года в Ленинграде. Отец — психотерапевт В. И. Курпатов, дед по материнской линии — хирург А. Б. Занданов.
В 1999 году на базе Военно-медицинской академии имени С. М. Кирова и СПбМАПО получил специализацию по психиатрии и психотерапии. Военную службу оставил из-за синдрома Гийена-Барре. Начал работать в Санкт-Петербургской психиатрической больнице № 7: вначале как психотерапевт, затем — как заведующий психотерапевтическим центром при больнице.
На телевидении работал с 2003 года, изначально готовил свой авторский телепроект для телеканала ТНТ, откуда ушёл из-за разногласий с продюсерами: Курпатов хотел, чтобы героями его передачи были только реальные люди со своими проблемами, что не устраивало продюсеров. С мая по декабрь 2005 года дважды в день на телеканале «Домашний» выходило его психотерапевтическое ток-шоу «Нет проблем», затем «Всё решим с доктором Курпатовым». Весной 2006-го телепроект перешёл на «Первый канал», сменив название на «Доктор Курпатов». Самый рейтинговый выпуск шоу вышел 6 августа 2006 года — его посмотрели 2,8 миллиона человек. Однако весной 2007-го шоу закрылось.
В 2007 году стал генеральным директором телекомпании «Красный квадрат», которая производила для «Первого канала» такие телешоу как «Минута славы», «Большая разница» и «Фабрика звёзд».
9 декабря 2009 года награждён Почётной грамотой Президента РФ за «активное участие в подготовке и проведении» Евровидения-2009. С 2010 года — член Академии российского телевидения.
В 2014 году Курпатов основал «Высшую школу методологии», которая предлагает клиентам лекции и курсы повышения квалификации, а также интеллектуальный кластер «Игры разума».
В феврале 2019 года Курпатов стал научным руководителем новосозданной Лаборатории нейронаук и поведения человека при Сбербанке.
12 февраля 2020 года Курпатов выступил в Совете Федерации с докладом о цифровой зависимости.
Курпатов — автор более 30 книг, изданных тиражом более 5 млн экземпляров и переведенных на 8 языков. Его книга «Красная таблетка» дважды входила в рейтинг бестселлеров, составляемым Российским книжным союзом: в 2020 году она заняла 4-е место, а в 2021 — 15-е место.
В ноябре 2021 года получил известность скандал вокруг ссоры Андрея Курпатова с его помощником и любовником Алексеем Иевским. После расставания он обвинил последнего в мошенничестве и краже. По заявлению Курпатова было открыто уголовное дело. Независимые журналисты предположили, что следствие и суд не независимы от стороны обвинения, а сам процесс является личной местью. В конце 2024 года суд приговорил Иевского к 6 годам колонии.

## Оценка деятельности
В 2006 году Рамиль Гарифуллин, директор Казанского центра психологической консультации и реабилитации, раскритиковал программу «Доктор Курпатов», указав, что вместо психотерапевтического процесса Курпатов занимается нравоучениями.
В 2020 году доктор философских наук, доцент кафедры философии науки и техники Института философии СПбГУ Илья Егорычев опубликовал научную статью на тему «Категорная формализация „Методологии мышления“ А. В. Курпатова в контексте перспективных разработок AGI», в которой он формализовал основные методологические концепты, которые использует в своих работах Курпатов. По мнению Егорычева, такая формализация может помочь унифицировать единый язык научной мысли о мышлении и работе мозга.
Дарья Байрак из украинской благотворительной организации «Надежда и жильё для детей» считает, что использование термина «цифровой аутизм», пропагандируемого Курпатовым, может привести к искажённому мнению о настоящем аутизме. Нельзя излечить аутиста, забрав у него гаджет; аутизм появляется по случайным неисследованным причинам, а не от воспитания; мнение, что аутист не хочет общения, глубоко ошибочно — он хочет, просто этого не умеет и другие его не понимают; расстройства аутистического спектра есть в классификаторах болезней, а цифрового аутизма — нет.
За тот же «цифровой аутизм» Курпатов получил в 2021 году антипремию «Почётный академик ВРАЛ».